# Piła Podlasie
Piła Podlasie – przystanek kolejowy położony w granicach administracyjnych miasta Piła, w dzielnicy Podlasie, przy ul. Juliusza Kossaka, ok. 3,5 km na wschód od centrum, leżący na linii kolejowej nr 203 Tczew-Küstrin Kietz.

## Ruch pasażerski
| Rok  | Wymiana pasażerska na dobę |
| ---- | -------------------------- |
| 2017 | 20-49                      |
| 2022 | 20-49                      |

Znajduje się przy linii kolejowej Kostrzyn - Piła - Tczew. Powstał po II wojnie światowej (prawdopodobnie ok. 1960). Od początku był przeznaczony głównie dla pracowników pobliskiej Pilskiej Fabryki Żarówek "Lumen" (obecnie Philips Lighting Poland S.A. - największe zakłady w Pile). Przystanek powstał przy istniejącym od lat 20. XX wieku posterunku blokowym, który obecnie pełni funkcję strażnicy przejazdowej obsługującej przejazdy przez ul. Kossaka i obwodnicę. W 2018 roku przystanek przeszedł gruntowną modernizację.
Przy przystanku znajduje się pętla autobusów MZK Piła (linie: 1, 5, 10, 15, 19, 50).